# 石湖镇 (涟水县)
石湖镇，是中华人民共和国江苏省淮安市涟水县下辖的一个乡镇级行政单位。

## 行政区划
石湖镇下辖以下地区：
石湖社区、果园社区、外口村、瓦房村、齐庄村、五里井村和十七堡村。